# 貝拉公式
貝拉公式（Bellard's formula），在PiHex這個已經完成的分散式計算計畫上面，是用來計算π在二進制上面的第n位數值。這基本上是貝利－波爾溫－普勞夫公式的較快版本（大約快了43%）。這個公式是由法布里斯·貝拉於1997年發現。

## 公式
{\displaystyle {\begin{aligned}\pi ={\frac {1}{2^{6}}}\sum _{n=0}^{\infty }{\frac {(-1)^{n}}{2^{10n}}}\,\left(-{\frac {2^{5}}{4n+1}}\right.&{}-{\frac {1}{4n+3}}+{\frac {2^{8}}{10n+1}}-{\frac {2^{6}}{10n+3}}\left.{}-{\frac {2^{2}}{10n+5}}-{\frac {2^{2}}{10n+7}}+{\frac {1}{10n+9}}\right)\end{aligned}}}

## 外部連結
- Fabrice Bellard's PI page（页面存档备份，存于）
- David Bailey, Peter Borwein, and Simon Plouffe's BBP formula (On the rapid computation of various polylogarithmic constants) （页面存档备份，存于） (PDF)